# بيلي موريس
بيلي موريس (بالإنجليزية: Billy Morris)‏ (30 يوليو 1918 في المملكة المتحدة - 31 ديسمبر 2002 في المملكة المتحدة) هو مدرب كرة قدم ولاعب كرة قدم بريطاني (وحمل سابقاً جنسية المملكة المتحدة لبريطانيا العظمى وأيرلندا) في مركز مهاجم داخلي. شارك مع منتخب ويلز لكرة القدم. أما مع النوادي، فقد لعب مع نادي بيرنلي ونادي لاندودنو.

## وصلات خارجية
- بيلي موريس على موقع قاعدة بيانات كرة القدم.إي يو (الإنجليزية)